# Федеральна стрічка

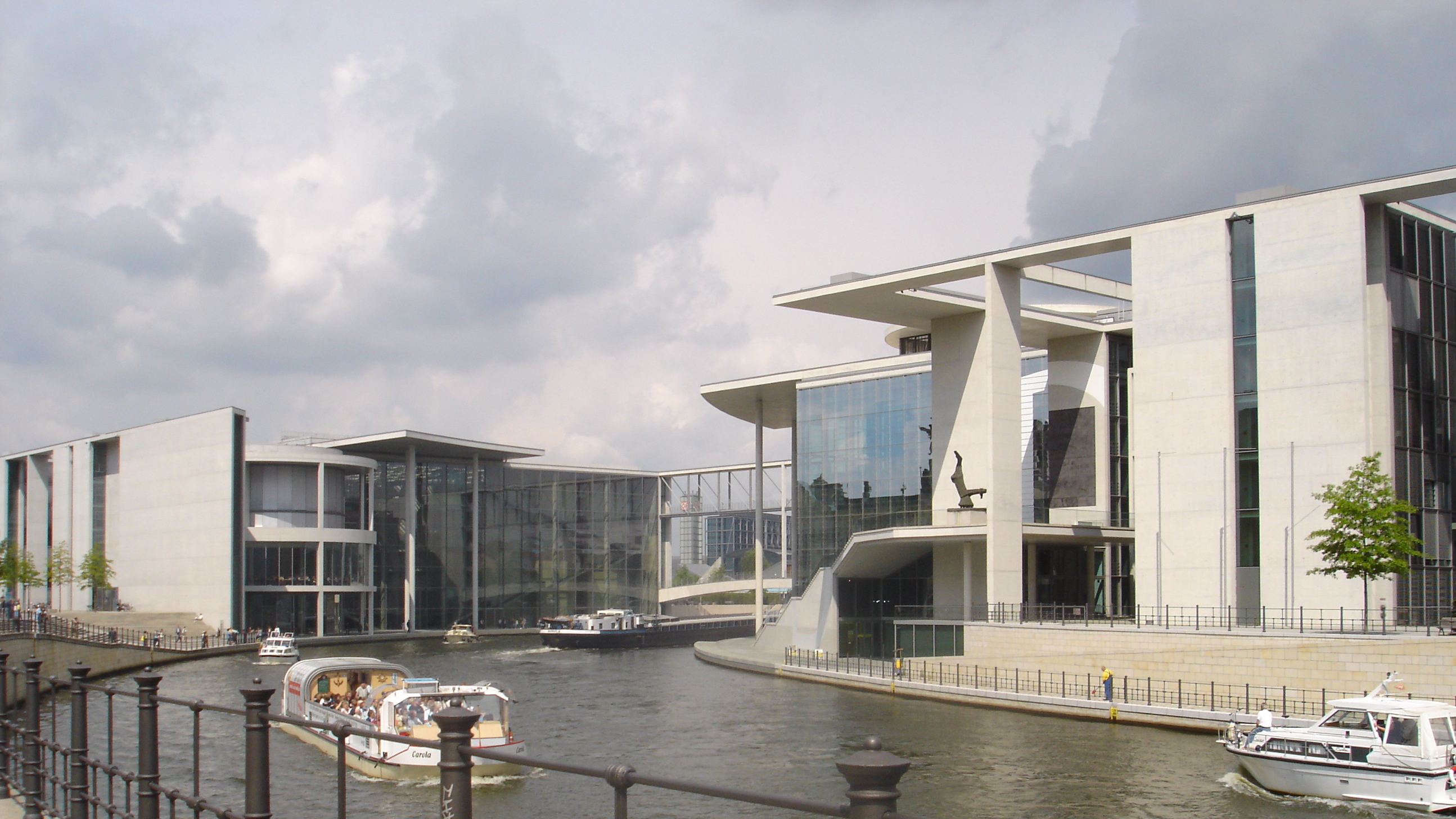
Федеральна стрічка перетинає Шпрее

Федеральна стрічка (нім. Band des Bundes) — сучасний архітектурний комплекс урядових будівель в центрі Берліна на північ від будівлі Рейхстагу в закруті річки Шпрее в новому урядовому кварталі.

## Опис
Федеральна стрічка становить в довжину близько 900 метрів і включає в себе (із заходу на схід) Канцлерський парк (нім. Kanzlerpark, Канцлерпарк) на правому березі Шпрее, розташований навпроти будівлі відомства федерального канцлера на лівому березі, будинок Пауля Льобе, будинок Марії Елізабет Людерс (знову на правому березі), а також ще не зведений Бюргерфорум на поки що пустій ділянці між відомством федерального канцлера та будинком Пауля Льобе, де поки розбитий газон. З висоти пташиного польоту будівлі Федеральної стрічки виглядають як величезна біла смуга через закрут Шпрее. Враження підсилюють пішохідні мости через річку, що з'єднують будівлі. Спочатку планувалося протягнути «стрічку» до залізничного вокзалу Фрідріхштрассе, але пізніше від цієї ідеї довелося відмовитися з фінансових міркувань.
Загальна концепція Федеральної стрічки, яка перемогла в архітектурному конкурсі по реконструкції району вигину Шпрее під урядовий квартал, була розроблена берлінськими архітекторами Акселем Шультесом і Шарлоттою Франк в 1992. Проєкти будинку Пауля Льобе і будинку Марії-Елізабет Людерс виконані Штефаном Браунфельсом.
Будівельні роботи почалися в лютому 1997 церемонією закладки першого каменя в фундамент будівлі відомства федерального канцлера та завершилися на даному етапі в жовтні 2003 після зведення будинку Марії-Елізабет Людерс.
Проєкт Федеральної стрічки за задумом авторів символізує собою міст, який з'єднав розділені в минулому частини Берліна: Берлінський мур проходив якраз повз будинок Марії-Елізабет Людерс.